# Ludmilla Tüting
Ludmilla Tüting (* 27. Juni 1946) ist eine deutsche Journalistin und Globetrotterin.

## Leben
Im Jahr 1968 ging Tüting für vier Jahre auf eine Weltreise. Nach der Rückkehr schrieb sie in kurzer Zeit einen Reiseführer „Von Alaska bis Feuerland“, der sich 70.000 mal verkaufte. 
Seitdem hat sie zahlreiche Reiseführer und Artikel vor allem über Nepal verfasst. 
1974 war Tüting Mitgründerin der deutschen Globetrotter-Zentrale. 
Sie wohnt in Berlin.

## Veröffentlichungen (Auswahl)
- Von Alaska bis Feuerland: Die Traumstrasse der Welt; wann, wo, wie ; Handbuch für Globetrotter (Selbstverlag Ludmilla Tüting, 3. Auflage 1974)
- Nepal, München: Nelles 2006, ISBN 3-88618-812-4.